# Élections générales saskatchewanaises de 1995
L'élection générale saskatchewanaise de 1995 se déroule le 21 juin 1995 afin d'élire les députés de l'Assemblée législative de la Saskatchewan. Il s'agit de la 23e élection générale en Saskatchewan depuis la création de cette province du Canada en 1905. Le Nouveau Parti démocratique, dirigé par le Premier ministre Roy Romanow, est reporté au pouvoir pour un deuxième mandat, avec une majorité réduite.
Le Parti libéral de la Saskatchewan, dirigé par Lynda Haverstock, augmente sa part du vote populaire et remporte 10 sièges de plus à l'Assemblée législative, devenant l'opposition officielle avec un total de 11 sièges.
Les électeurs de la Saskatchewan continuent de punir le Parti progressiste-conservateur à la suite de poursuites judiciaires pour fraude intentés contre les membres du précédent gouvernement. Dirigé par Bill Boyd, la formation perd encore des voix et son caucus passe de 10 députés à seulement 5.

## Résultats
| Parti | Parti                      | Chef             | # de candidats | Sièges | Sièges | Sièges  | Voix    | Voix    | Voix     |
| Parti | Parti                      | Chef             | # de candidats | 1991   | Élus   | % Diff. | #       | %       | % Diff.  |
| ----- | -------------------------- | ---------------- | -------------- | ------ | ------ | ------- | ------- | ------- | -------- |
|       | Nouveau Parti démocratique | Roy Romanow      | 58             | 55     | 42     | -23,6 % | 193 053 | 47,21 % | -3,84 %  |
|       | Libéral                    | Lynda Haverstock | 58             | 1      | 11     | +1000 % | 141 873 | 34,70 % | +11,41 % |
|       | Progressiste-conservateur  | Bill Boyd        | 58             | 10     | 5      | -50 %   | 73 269  | 17,92 % | -7,62 %  |
|       | Indépendant                | Indépendant      | 4              | -      | -      | -       | 712     | 0,17 %  | +0,06 %  |
| Total | Total                      | Total            | 178            | 66     | 58     | -12,1 % | 408 907 | 100 %   |          |

## Sources
- (en) Cet article est partiellement ou en totalité issu de l’article de Wikipédia en anglais intitulé « Saskatchewan general election, 1995 » (voir la liste des auteurs).
- (en) Historique des élections générales — Elections Saskatchewan